# Major League Baseball 1890
1890 års säsong av Major League Baseball (MLB) var den 15:e i MLB:s historia. MLB bestod under denna säsong av National League (NL), som bestod av åtta klubbar, American Association (AA), som bestod av åtta klubbar (varav en lades ned och ersattes av en ny), och Players' League, som bestod av åtta klubbar. Mästare i NL blev Brooklyn Bridegrooms, som därmed tog sin andra ligatitel, varav den första i NL. Mästare i AA blev Louisville Colonels, som därmed tog sin första (och enda) ligatitel. Mästare i PL, som bara existerade denna enda säsong, blev Boston Reds.
För sjunde (och sista) gången spelades ett slutspel mellan mästarna i NL och AA (man ignorerade PL-mästarna), ibland kallat "World's Series". Matchserien spelades i bäst av sju matcher och slutade oavgjord, 3–3 i matcher (en match slutade oavgjord). Matchserien var mest av uppvisningskaraktär och räknas inte som en officiell World Series av MLB.

## Tabeller

### National League
| Klubb                 | M   | V  | F   | O | V%    | GB   | PF  | PM    |
| --------------------- | --- | -- | --- | - | ----- | ---- | --- | ----- |
| Brooklyn Bridegrooms  | 129 | 86 | 43  | 0 | 0,667 | –    | 884 | 621   |
| Chicago Colts         | 139 | 83 | 53  | 3 | 0,610 | 6,5  | 850 | 692   |
| Philadelphia Phillies | 133 | 78 | 53  | 2 | 0,595 | 9    | 823 | 707   |
| Cincinnati Reds       | 134 | 77 | 55  | 2 | 0,583 | 10,5 | 753 | 633   |
| Boston Beaneaters     | 134 | 76 | 57  | 1 | 0,571 | 12   | 765 | 594   |
| New York Giants       | 135 | 63 | 68  | 4 | 0,481 | 24   | 710 | 698   |
| Cleveland Spiders     | 136 | 44 | 88  | 4 | 0,333 | 43,5 | 625 | 832   |
| Pittsburgh Alleghenys | 138 | 23 | 113 | 2 | 0,169 | 66,5 | 599 | 1 232 |

### American Association
| Klubb                  | M   | V  | F  | O | V%    | GB   | PF  | PM  |
| ---------------------- | --- | -- | -- | - | ----- | ---- | --- | --- |
| Louisville Colonels    | 136 | 88 | 44 | 4 | 0,667 | –    | 820 | 584 |
| Columbus Solons        | 140 | 79 | 55 | 6 | 0,590 | 10   | 830 | 615 |
| St. Louis Browns       | 139 | 78 | 58 | 3 | 0,574 | 12   | 864 | 736 |
| Toledo Maumees         | 134 | 68 | 64 | 2 | 0,515 | 20   | 738 | 690 |
| Rochester Broncos      | 133 | 63 | 63 | 7 | 0,500 | 22   | 709 | 710 |
| Baltimore Orioles1     | 38  | 15 | 19 | 4 | 0,441 | 24   | 182 | 192 |
| Syracuse Stars         | 128 | 55 | 72 | 1 | 0,433 | 30,5 | 699 | 831 |
| Philadelphia Athletics | 132 | 54 | 78 | 0 | 0,409 | 34   | 702 | 945 |
| Brooklyn Gladiators1   | 100 | 26 | 73 | 1 | 0,263 | 45,5 | 492 | 733 |

1 Brooklyn Gladiators lades ned under säsongen och ersattes av Baltimore Orioles.

### Players' League
| Klubb                   | M   | V  | F  | O | V%    | GB   | PF    | PM    |
| ----------------------- | --- | -- | -- | - | ----- | ---- | ----- | ----- |
| Boston Reds             | 130 | 81 | 48 | 1 | 0,628 | –    | 992   | 767   |
| Brooklyn Ward's Wonders | 133 | 76 | 56 | 1 | 0,576 | 6,5  | 962   | 893   |
| New York Giants         | 132 | 74 | 57 | 1 | 0,565 | 8    | 1 017 | 875   |
| Chicago Pirates         | 138 | 75 | 62 | 1 | 0,547 | 10   | 886   | 770   |
| Philadelphia Athletics  | 132 | 68 | 63 | 1 | 0,519 | 14   | 941   | 853   |
| Pittsburgh Burghers     | 128 | 60 | 68 | 0 | 0,469 | 20,5 | 835   | 892   |
| Cleveland Infants       | 131 | 55 | 75 | 1 | 0,423 | 26,5 | 849   | 1 026 |
| Buffalo Bisons          | 134 | 36 | 96 | 2 | 0,273 | 46,5 | 793   | 1 199 |

## World's Series
| 1 | 17 oktober 1890 | Louisville Colonels | 0 – 9 (8) | Brooklyn Bridegrooms | Eclipse Park                                                       |                                                                    |
|   |                 | L: Stratton (0-1)   | Rapport   | W: Terry (1-0)       | Louisville, KY Publik: Cirka 5 000 Domare: Wes Curry, Jack McQuaid | Louisville, KY Publik: Cirka 5 000 Domare: Wes Curry, Jack McQuaid |

| 2 | 18 oktober 1890 | Louisville Colonels | 3 – 5   | Brooklyn Bridegrooms | Eclipse Park                                   |                                                |
|   |                 | L: Daily (0-1)      | Rapport | W: Lovett (1-0)      | Louisville, KY Domare: Wes Curry, Jack McQuaid | Louisville, KY Domare: Wes Curry, Jack McQuaid |

| 3 | 20 oktober 1890 | Louisville Colonels | 7 – 7 (8) | Brooklyn Bridegrooms | Eclipse Park                                                                   |                                                                                |
|   |                 |                     | Rapport   |                      | Louisville, KY Publik: Cirka 2 500 Längd: 1:55 Domare: Jack McQuaid, Wes Curry | Louisville, KY Publik: Cirka 2 500 Längd: 1:55 Domare: Jack McQuaid, Wes Curry |

| 4 | 21 oktober 1890 | Louisville Colonels | 5 – 4   | Brooklyn Bridegrooms | Eclipse Park                                                                   |                                                                                |
|   |                 | W: Ehret (1-0)      | Rapport | L: Lovett (1-1)      | Louisville, KY Publik: Cirka 1 000 Längd: 1:40 Domare: Wes Curry, Jack McQuaid | Louisville, KY Publik: Cirka 1 000 Längd: 1:40 Domare: Wes Curry, Jack McQuaid |

| 5         | 25 oktober 1890 | Brooklyn Bridegrooms          | 7 – 2   | Louisville Colonels | Washington Park                                                  |                                                                  |
| 15:00 EST | 15:00 EST       | W: Lovett (2-1) HR: Burns (1) | Rapport | L: Daily (0-2)      | Brooklyn, NY Publik: Cirka 1 000 Domare: Jack McQuaid, Wes Curry | Brooklyn, NY Publik: Cirka 1 000 Domare: Jack McQuaid, Wes Curry |

| 6 | 27 oktober 1890 | Brooklyn Bridegrooms | 8 – 9   | Louisville Colonels             | Washington Park                                                            |                                                                            |
|   |                 | L: Terry (1-1)       | Rapport | W: Stratton (1-1) SV: Ehret (1) | Brooklyn, NY Publik: Cirka 600 Längd: 1:50 Domare: Jack McQuaid, Wes Curry | Brooklyn, NY Publik: Cirka 600 Längd: 1:50 Domare: Jack McQuaid, Wes Curry |

| 7 | 28 oktober 1890 | Brooklyn Bridegrooms | 2 – 6   | Louisville Colonels | Washington Park                                                |                                                                |
|   |                 | L: Lovett (2-2)      | Rapport | W: Ehret (2-0)      | Brooklyn, NY Publik: Cirka 300 Domare: Jack McQuaid, Wes Curry | Brooklyn, NY Publik: Cirka 300 Domare: Jack McQuaid, Wes Curry |

## Statistik

### National League

#### Slagmän

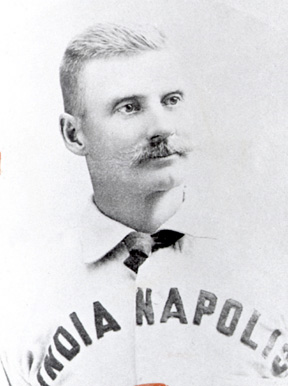
Jack Glasscock.

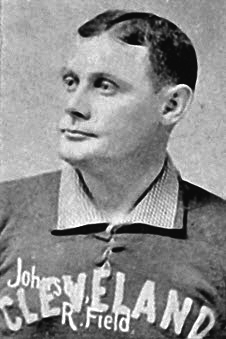
Spud Johnson.

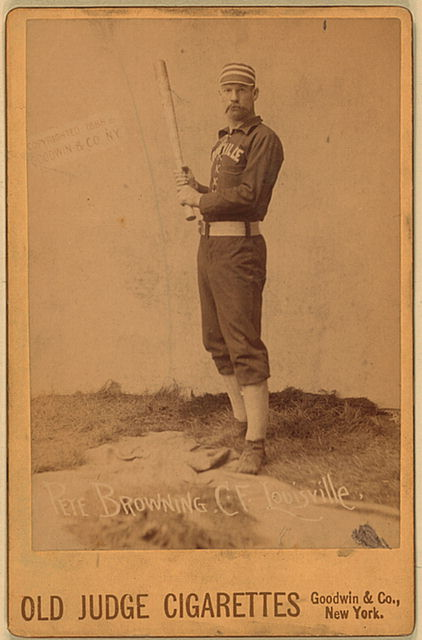
Pete Browning.

Källa: 
| Kategori | Slagman                                   | Klubb       | Värde |
| -------- | ----------------------------------------- | ----------- | ----- |
| AVG      | Jack Glasscock                            | NYG         | 0,336 |
| HR       | Oyster Burns · Mike Tiernan · Walt Wilmot | BRO NYG CHI | 13    |
| RBI      | Oyster Burns                              | BRO         | 128   |
| R        | Hub Collins                               | BRO         | 148   |
| H        | Jack Glasscock · Sam Thompson             | NYG PHI     | 172   |
| OBP      | Cap Anson                                 | CHI         | 0,443 |
| SLG      | Mike Tiernan                              | NYG         | 0,495 |
| SB       | Billy Hamilton                            | PHI         | 102   |

#### Pitchers

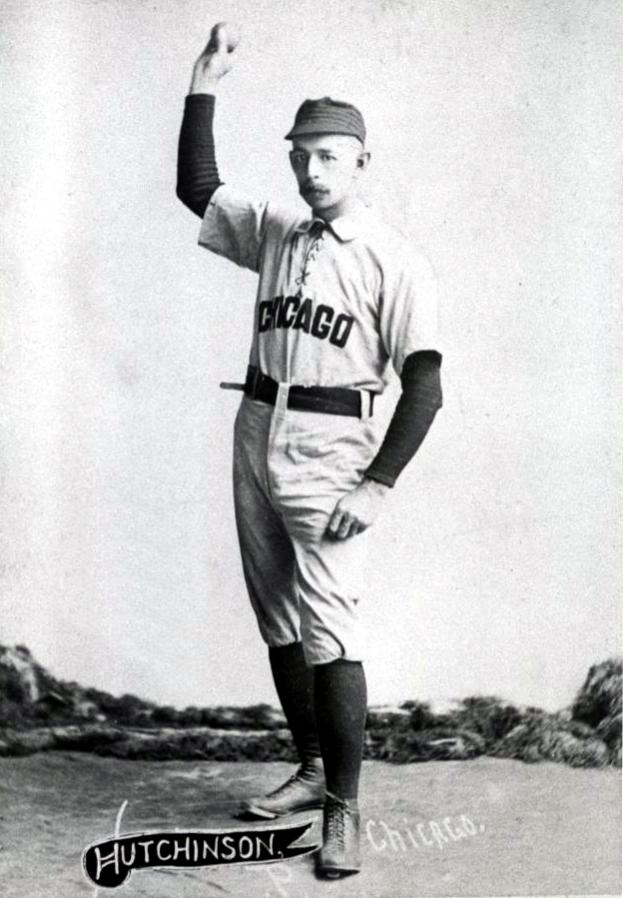
Bill Hutchinson.

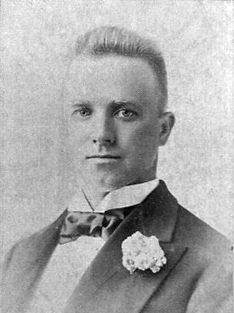
Sadie McMahon.

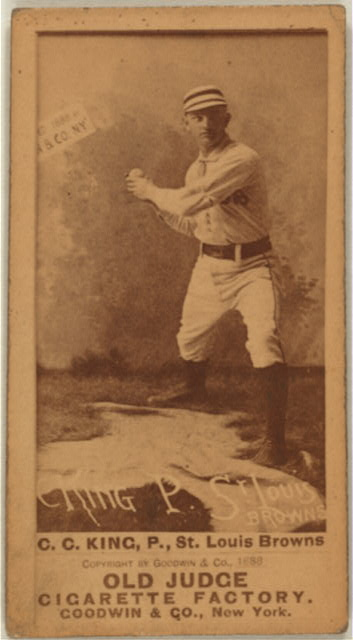
Silver King.

Källa: 
| Kategori | Pitcher                                    | Klubb       | Värde |
| -------- | ------------------------------------------ | ----------- | ----- |
| W        | Bill Hutchinson                            | CHI         | 42    |
| ERA      | Billy Rhines                               | CIN         | 1,95  |
| SO       | Amos Rusie                                 | NYG         | 341   |
| IP       | Bill Hutchinson                            | CHI         | 603,0 |
| CG       | Bill Hutchinson                            | CHI         | 65    |
| SHO      | Kid Nichols                                | BOS         | 7     |
| SV       | Dave Foutz · Kid Gleason · Bill Hutchinson | BRO PHI CHI | 2     |
| WHIP     | Billy Rhines                               | CIN         | 1,12  |

### American Association

#### Slagmän
Källa: 
| Kategori | Slagman        | Klubb | Värde |
| -------- | -------------- | ----- | ----- |
| AVG      | Jimmy Wolf     | LOU   | 0,363 |
| HR       | Count Campau   | STL   | 9     |
| RBI      | Spud Johnson   | COL   | 113   |
| R        | Jim McTamany   | COL   | 140   |
| H        | Jimmy Wolf     | LOU   | 197   |
| OBP      | Denny Lyons    | PHI   | 0,461 |
| SLG      | Denny Lyons    | PHI   | 0,531 |
| SB       | Tommy McCarthy | STL   | 83    |

#### Pitchers
Källa: 
| Kategori | Pitcher             | Klubb    | Värde |
| -------- | ------------------- | -------- | ----- |
| W        | Sadie McMahon       | PHI, BAL | 36    |
| ERA      | Scott Stratton      | LOU      | 2,36  |
| SO       | Sadie McMahon       | PHI, BAL | 291   |
| IP       | Sadie McMahon       | PHI, BAL | 509,0 |
| CG       | Sadie McMahon       | PHI, BAL | 55    |
| SHO      | Ice Box Chamberlain | STL, COL | 6     |
| SV       | Herb Goodall        | LOU      | 4     |
| WHIP     | Scott Stratton      | LOU      | 1,06  |

### Players' League

#### Slagmän
Källa: 
| Kategori | Slagman          | Klubb | Värde |
| -------- | ---------------- | ----- | ----- |
| AVG      | Pete Browning    | CLE   | 0,373 |
| HR       | Roger Connor     | NYG   | 14    |
| RBI      | Hardy Richardson | BOS   | 146   |
| R        | Hugh Duffy       | CHI   | 161   |
| H        | Hugh Duffy       | CHI   | 191   |
| OBP      | Dan Brouthers    | BOS   | 0,466 |
| SLG      | Roger Connor     | NYG   | 0,548 |
| SB       | Harry Stovey     | BOS   | 97    |

#### Pitchers
Källa: 
| Kategori | Pitcher                     | Klubb        | Värde |
| -------- | --------------------------- | ------------ | ----- |
| W        | Mark Baldwin                | CHI          | 33    |
| ERA      | Silver King                 | CHI          | 2,69  |
| SO       | Mark Baldwin                | CHI          | 206   |
| IP       | Mark Baldwin                | CHI          | 492,0 |
| CG       | Mark Baldwin                | CHI          | 53    |
| SHO      | Silver King                 | CHI          | 4     |
| SV       | George Hemming · Hank O'Day | CLE, BRO NYG | 3     |
| WHIP     | Harry Staley                | PIT          | 1,20  |